# Karczowniki
Karczowniki, nornikowate (Arvicolinae) – podrodzina ssaków z rodziny chomikowatych (Cricetidae), wydzielana czasami jako odrębna rodzina Arvicolidae lub Microtidae. Obejmuje około 200 gatunków. W Polsce żyje 9 z nich.

## Zasięg występowania
Żyją w norach, w których gromadzą zapasy pożywienia. Zamieszkują umiarkowaną i chłodną strefę Europy, Azji, Indochin i Ameryki Płn.. Jeden gatunek zamieszkuje północną Afrykę.

## Charakterystyka
Karczowniki to gryzonie o niewielkich rozmiarach, krępej budowie ciała, dużej głowie, krótkim ogonie, małych oczach i uszach. Zęby trzonowe rosną przez całe życie. Samice kilka razy w roku rodzą młode, które po upływie kilku tygodni osiągają dojrzałość rozrodczą. Nie zapadają w sen zimowy. Żyją pojedynczo, w grupach rodzinnych lub koloniach. Roślinożerne, pożywienie norników stanowi w głównej mierze pokarm roślinny: korzenie, kłącza, trawy, zioła, nasiona, warzywa uprawne, owoce. Niektóre gatunki zjadają również bezkręgowce. W latach gdy pojawiają się masowo – średnio co 4 lata – niektóre gatunki stają się poważnymi szkodnikami upraw roślinnych.

## Systematyka
Do karczowników należą następujące plemiona:
- Prometheomyini M. Kretzoi, 1955 – jedynym występującym współcześnie przedstawicielem jest Prometheomys schaposchnikowi Satunin, 1901 – prometeuszek gruziński
- Ondatrini J.E. Gray, 1825
- Pliophenacomyini Repenning, Fejfar & Heinrich, 1990
- Lemmini J.E. Gray, 1825 – lemingi
- Dicrostonychini Kretzoi, 1955
- Clethrionomyini Hooper & B.S. Hart, 1962
- Pliomyini M. Kretzoi, 1969
- Ellobiusini Gill, 1872
- Lagurini Kretzoi, 1955
- Arvicolini J.E. Gray, 1821

Przodkami nornikowatych były żyjące w pliocenie gryzonie z rodzaju Baranomys.
Rodzaje wymarłe o niepewnej pozycji systematycznej i niesklasyfikowane w żadnym z powyższych plemion:
- Allophaiomys Kormos, 1932[9]
- Aratomys Zazhigin, 1977[10]
- Atopomys Patton, 1965[11] – jedynym przedstawicielem był Atopomys texensis Patton, 1965
- Cosomys R.W. Wilson, 1932[12] – jedynym przedstawicielem był Cosomys primus R.W. Wilson, 1932
- Cromeromys Zazhigin, 1980[13]
- Euphaiomys Ruiz Bustos, 1988[14] – jedynym przedstawicielem był Euphaiomys azanai Ruiz Bustos, 1988
- Heteromimomys Zhang Yingqi, Jin Changzhu & Kawamura, 2010[15] – jedynym przedstawicielem był Heteromimomys zhengi Zhang Yingqi, Jin Changzhu & Kawamura, 2010
- Hibbardomys Zakrzewski, 1984[16]
- Huananomys Zheng Shaohua, 1992[17] – jedynym przedstawicielem był Huananomys variabilis Zheng Shaohua, 1992
- Jordanomys Haas, 1966[18] – jedynym przedstawicielem był Jordanomys pusillus Haas, 1966
- Kalymnomys Koenigswald, Fejfar & Tchernov, 1992[19]
- Kislangia Kretzoi, 1954[20]
- Loupomys Koenigswald & L.D. Martin, 1984[21] – jedynym przedstawicielem był Loupomys monahani (Martin, 1972)
- Mimomys Forsyth Major, 1902[22]
- Nebraskomys Hibbard, 1957[23]
- Nemausia Chaline & Laborier, 1981[24] – jedynym przedstawicielem był Nemausia salpetrierensis (Chaline, 1980)
- Ogmodontomys Hibbard, 1941[25]
- Ophiomys Hibbard & Zakrzewski, 1967[26]
- Orcemys R.A. Martin, Tesakov, Agustí Ballester & K. Johnston, 2018[27] – jedynym przedstawicielem był Orcemys giberti Martin, Tesakov, Agustí & K. Johnston, 2018
- Pitymimomys Tesakov, 1998[28]
- Promimomys Kretzoi, 1955[29]
- Tibericola Koenigswald, Fejfar & Tchernov, 1992[19]
- Victoriamys R.A. Martin, 2012[30] – jedynym przedstawicielem był Victoriamys chalinei (Alcalde, Agustí & Villalta, 1981)
- Villanyia Kretzoi, 1956[31]
- Visternomys Rădulescu & P. Samson, 1986[32] – jedynym przedstawicielem był Visternomys cortezi Rădulescu & Samson, 1986